# Gastroblasta raffaelei
Gastroblasta raffaelei is een hydroïdpoliep uit de familie Campanulariidae. De poliep komt uit het geslacht Gastroblasta. Gastroblasta raffaelei werd in 1886 voor het eerst wetenschappelijk beschreven door Lang. 